# Hard (Rihanna)
Hard is een nummer van de Barbadiaanse zangeres Rihanna, in samenwerking met Jeezy, afkomstig van haar vierde studioalbum Rated R.. De single werd als tweede single van het album Rated R. uitgebracht op 10 november 2009 in de Verenigde Staten. In andere landen werd Rube Boy als tweede single uitgebracht. De single had in Nederland en Vlaanderen weinig succes, de single kwam niet in de tipparade. In tegenstelling tot Nederland en Vlaanderen behaalde de single in de VS de top 10.

## Live optredens
Op 8 november 2009 werd Hard voor het eerst opgevoerd bij een concert van Jay-Z in UCLA Pauley Pavillion door Rihanna. De single stond op de setlist van de Last Girl On Earth Tour en de Loud Tour.